# Vice-président de la république de Colombie
 (novembre 2024).
Le vice-président de la république de Colombie est le deuxième poste le plus élevé du pouvoir exécutif en Colombie. Le vice-président est élu au suffrage universel direct durant la même élection que le président de la république pour la même période et est amené à le remplacer en cas de vacance du poste.
Le vice-président ne peut pas assumer les fonctions présidentielles lors d'absences temporaires du président telles que des voyages officiels à l'étranger ou des vacances. Dans ces cas, le président délègue des fonctions à un membre du cabinet, généralement le ministre de l'Intérieur.
L'actuelle vice-présidente de Colombie est Francia Márquez.

## Histoire et développement

### Convention constitutionnelle
The position of vice president was not mentioned in the Constitutional Convention that gave rise to the Constitution of Cúcuta in 1821, where it was established that the country would be governed by a president for a period of 4 years and that, in the event of temporary or permanent absence, he would be replaced by the vice president, who would also be the head of the Governing Council. The first presidency was in the hands of Simón Bolívar, while Francisco de Paula Santander was appointed as vice president. the different visions of the State -one of law and the other of dictatorship. While Bolívar carried out the southern campaign -in which the freedom of Ecuador, Peru and Bolivia was achieved-, Santander assumed the full powers of the presidency,.
En l'absence de Simón Bolívar, Santander était chargé d'organiser légalement le pays naissant et d'organiser l'administration de la justice. De même, il a promu l'éducation, de nature lancasterienne, et s'est battu pour retirer le monopole de l'éducation à l'Église catholique. Les mesures Santanderist n'étaient pas du goût de Simón Bolívar, qui les a qualifiées d'abus de pouvoir.
En 1826, dans son discours devant le Congrès de Bolivie Constituant, Bolívar fait allusion aux divergences qui le séparent de son ancien compagnon d'armes : « Le vice-président doit être l'homme le plus pur : la raison en est que si le Premier Magistrat n'élit pas un citoyen très intègre doit le craindre comme un ennemi acharné, et soupçonner même ses ambitions secrètes.Ce vice-président doit s'efforcer de mériter à ses bons services le crédit dont il a besoin pour exercer les plus hautes fonctions et attendre la grande récompense nationale : le commandement suprême "
Santander a occupé le pouvoir jusqu'en 1827, lorsque Simón Bolívar est revenu de ses campagnes. Près d'un an plus tard, et face à tant de conflits de critères avec son commandant en second, Bolívar met fin à la figure du vice-président et suspend la Constitution de Cúcuta, pour faire place à la dictature. Le gouvernement autoritaire de Bolívar n'a pas duré longtemps et en 1830, l'Admirable Congrès a été convoqué pour rédiger une nouvelle constitution visant à gouverner une Grande Colombie déjà en train de se désintégrer.

### Premiers vice-présidents et fonctions
La Constitution de 1830 est revenue pour reprendre la figure du vice-président et a même été sanctionnée par le vice-président en charge à l'époque, le général Domingo Caicedo. Ce texte n'a pas duré longtemps avant la désintégration de la Grande Colombie et a cédé la place à la Constitution de 1832, qui a modifié les règles de la vice-présidence, car, compte tenu de ce qui s'est passé entre Santander et Bolívar, il a été établi que le vice-président être élu deux ans plus tard. du président.
Cette élection alternée, qui permettait au vice-président d'être là pour deux administrations, a été proposée pour éviter les rivalités. En outre, il a été établi que le vice-président serait chargé de présider le Conseil d'État, un organe qui à l'époque était de nature consultative pour conseiller le président dans la prise de décision.
Entre 1832 et 1858, le pays a fait face à diverses guerres civiles -comme la guerre de la Cour suprême-, a subi des coups d'État -comme celui de José María Melo- et a eu plusieurs textes constitutifs, mais a toujours eu la figure du vice-président. Cependant, dans la Constitution de 1858, de nature libérale, la personnalité mise en cause est renversée et trois personnes désignées ont la possibilité de remplacer le président en son absence.
Étant donné l'intention libérale d'avoir un pouvoir exécutif restreint, la figure du vice-président n'entrait pas dans l'ordre colombien, raison pour laquelle il n'a été sauvé qu'en 1886, avec la régénération. La nouvelle constitution conservatrice a de nouveau introduit la figure du vice-président dans le système juridique colombien. Rafael Núñez a profité de ce chiffre pour se faire élire et laisser son vice-président au pouvoir.

### Émergence de la vice-présidence moderne
Le premier sur cette liste était Eliseo Payan, qui était vice-président en 1886, mais il a été rapidement démis de ses fonctions en raison de sa proximité avec les idées libérales fédéralistes, qui se heurtaient à la pensée de la régénération. Le poste a été assumé par Miguel Antonio Caro, qui pour beaucoup était le pouvoir derrière le trône pendant le gouvernement Núñez : le premier président s'est retiré dans son hacienda El Cabrero, à Carthagène, tandis que Caro gouvernait. Même avec la mort de Núñez en 1894, Caro a continué à diriger le pays pendant encore deux ans.
Le gouvernement de Núñez -ou de Caro pour être plus précis- fut suivi par le conservateur Manuel Antonio Sanclemente, élu à la présidence en 1898. Il arriva à la première magistrature à l'âge de 84 ans et eut la malchance que pendant son mandat la Guerre des mille jours. Compte tenu de la faiblesse du gouvernement, Vice-président José Manuel Marroquín a été encouragé par les conservateurs eux-mêmes à lancer un coup d'État, qui a eu lieu le 31 juillet 1900.
Marroquín a été remplacé par Rafael Reyes. A cette époque, la position de la vice-présidence était respectée et avait une grande valeur politique, qui servait même de contrepoids au président. C'est pourquoi Reyes, dans sa volonté autoritaire, mit fin à la figure de la vice-présidence en 1905, en même temps qu'il ordonna la fermeture du Congrès. Face à une éventuelle absence du premier président, ce sont les ministres qui devaient choisir son remplaçant, malgré le fait que l'ordre constitutionnel soit revenu avec la démission de Rafael Reyes en 1810, la vice-présidence n'a pas été rétablie. L'histoire des différends et le coup d'État de Marroquín ont convaincu le Congrès que la meilleure option était que la législature nomme des personnes en l'absence du président,,.
In the absence of Simón Bolívar, Santander was in charge of legally organizing the nascent country and organized the administration of justice. Likewise, he promoted education, of a Lancasterian nature, and fought to remove the monopoly of education from the Catholic Church. The Santanderist measures were not to the liking of Simón Bolívar, who classified them as an abuse of power.
In 1826, in his speech before the Constituent Congress of Bolivia, Bolívar hinted at the differences that separated him from his former comrade in arms: "The vice president must be the purest man: the reason is that if the Prime Magistrate does not elect a very upright citizen should fear him as a bitter enemy; and suspect even of his secret ambitions. This vice president must strive to deserve his good services the credit he needs to perform the highest functions and expect the great national reward: the supreme command "
Santander held power until 1827, when Simón Bolívar returned from his campaigns. Almost a year later, and faced with so many clashes of criteria with his second in command, Bolívar ended the figure of the vice president and suspended the Constitution of Cúcuta, to make way for the dictatorship. The authoritarian government of Bolívar did not last long and in 1830 the Admirable Congress was convened to draft a new constitution that sought to govern a Gran Colombia that was already disintegrating.[5]
Les fonctions principales du vice-président sont déterminés par la constitution de 1991 qui a recréé ce poste, supprimé lors de la réforme constitutionnelle de 1910.

## Rôles constitutionnels

### Successeur du président
In absence of both the president and the vice president, Article 203 of the Constitution of 1991 establishes that the presidential office will be assumed by a minister in the order of precedence established by law. The assuming minister has to be a member of the same party or movement the original president belonged to, and will exercise the presidency until the Congress, within the 30 days following the presidential vacancy, elects a new vice president who will assume the presidency,.

### Mandat constitutionnel
Selon le décret 2719 du 17 décembre 2000 dans la Constitution colombienne de 1991 qui a modifié la structure du Département administratif de la Présidence de la République, les fonctions du vice-président sont :
1. To execute special missions set by the President of Colombia and in accordance with the Colombian Constitution.
2. Advise the president on the execution of policies and politics regarding Human Rights and Corruption.
3. Collaborate with the Colombian government's management of international and national activities regarding Human Rights and corruption.
4. Plan mechanisms to harmonize agreements between the different levels of the executive government in Colombia on issues regarding Human Rights and corruption.
5. Represent Colombia internationally as ordered by the president.
6. By determination of the president, the vice president will support and advise the president on other issues.
7. Other functions will be addressed according to the needs of the president.